# Clinobarylite
La clinobarylite è un minerale appartenente al gruppo della melilite. La specie è stata non più riconosciuta dall'IMA nell'aprile 2014 in quanto è risultato essere un politipo della barylite (barylite-1O).

## Etimologia
Il nome allude alla relazione dimorfica con la barylite di cui è la forma monoclina.